# Stavroula Kozompoli
Stavroula "Voula" Kozompoli (grekiska: Σταυρούλα "Βούλα" Κοζομπόλη), född 14 januari 1974 i Aten, är en grekisk vattenpolospelare. Hon ingick i Greklands landslag vid olympiska sommarspelen 2004 och 2008.
Kozompoli tog OS-silver i damernas vattenpoloturnering i samband med de olympiska vattenpolotävlingarna 2004 i Aten. Hennes målsaldo i turneringen var tre mål. Fyra år senare i Peking slutade Grekland på åttonde plats och Kozompoli gjorde ett mål i turneringen.